# نبرد کریسون
نبرد کریسون (انگلیسی: Battle of Cresson)، نبردی کوچک در ۱ مه ۱۱۸۷ در نزدیکی ناصره که با شکست قاطع و سنگین نیروهای صلیبی همراه بود و منتج به نبرد بزرگ حطین در ماه‌های بعد از این جنگ شد.